# オールド・オーチャード・ビーチ駅
オールド・オーチャード・ビーチ駅（英語：Old Orchard Beach Station）はアメリカ合衆国メイン州オールドオーチャードビーチ ファースト・ストリート11にある駅。 全米各地を結ぶ旅客鉄道のアムトラックが乗り入れている。

## 概要
オールドオーチャードビーチ駅はビーチから約91メートル以内に位置する町の商工会議所の観光案内所に隣接する5月から10月まで営業する季節停車駅である。駅は屋根付き待合所とコンクリートプラットホームで構成されている。列車の支援団体の「トレインライダーズ・ノースイースト」のボランティアが列車、駅、沿線の街についての有益なアドバイスをして、ダウンイースター号の乗客を支援するホストプログラムを行っている。
ボストン・アンド・メイン鉄道（B&M）は、1960年代まではニューイングランド一帯で広く営業をしていた鉄道だった。 1983年にギルフォード鉄道システムが購入し、パンナム鉄道に引き継がれている。（ギルフォード鉄道システムは、2006年に社名変更）。それらの鉄道の一つがオールドオーチャードビーチを通るダウンイースター号の路線である。

## 利用可能な鉄道路線／列車
アムトラックの停車する列車は下記の通り。
ブランズウィック / ポートランドとボストン間の昼行短距離列車ダウンイースター号 …1日5往復停車